# Wish You Were Here
Wish You Were Here es el noveno álbum de estudio de la banda de rock británica Pink Floyd, lanzado el 12 de septiembre de 1975 a través de Harvest Records en el Reino Unido y Columbia Records en los EE. UU., el primero para el sello. Basado en material que Pink Floyd compuso mientras actuaba en Europa, Wish You Were Here se grabó en numerosas sesiones a lo largo de 1975 en los estudios EMI —ahora Abbey Road Studios— en Londres.
Los temas líricos del álbum se refieren a la alienación y la crítica del negocio de la música. La mayor parte del álbum está ocupada por «Shine On You Crazy Diamond», un tributo de nueve partes al miembro fundador Syd Barrett, quien dejó la banda siete años antes debido al deterioro de su salud mental. Barrett visitó casualmente durante la producción del álbum en 1975. Al igual que su lanzamiento anterior, The Dark Side of the Moon (1973), Pink Floyd empleó efectos de estudio y sintetizadores durante la grabación. Los cantantes invitados incluyeron a Roy Harper, quien proporcionó la voz principal en «Have a Cigar», y Venetta Fields, quien agregó coros a «Shine On You Crazy Diamond». Para promocionar el álbum, la banda lanzó el sencillo doble cara A «Have a Cigar» / «Welcome to the Machine».
Tras su lanzamiento, Wish You Were Here recibió críticas mixtas de los críticos, quienes encontraron su música aburrida e inferior al trabajo anterior de la banda. Ha recibido retrospectivamente elogios de la crítica, aclamado como uno de los mejores trabajos de la banda y uno de los mejores álbumes de todos los tiempos. Fue citado por el teclista Richard Wright y el guitarrista David Gilmour como su álbum favorito de Pink Floyd.

## Historia
Durante 1974, Pink Floyd compuso tres nuevos temas; «Raving and Drooling», «Gotta Be Crazy» y «Shine On You Crazy Diamond». Estas canciones fueron interpretadas durante una serie de conciertos en Francia e Inglaterra, la primera gira de la banda desde The Dark Side of the Moon de 1973. Como Pink Floyd nunca había contratado a un publicista y se mantuvo alejado de la prensa, su relación con los medios comenzó a deteriorarse. Mason dijo más tarde que una reseña crítica de NME realizada por Nick Kent, devoto de Syd Barrett, pudo haber influido en mantener unida a la banda, ya que regresaron al estudio en la primera semana de 1975.

## Concepto
Wish You Were Here es el segundo álbum de Pink Floyd con un tema conceptual, principalmente bajo la dirección de Roger Waters. Refleja su sensación de que la camaradería que había servido a la banda estaba, para entonces, en gran medida ausente. El álbum comienza con un largo preámbulo instrumental y continúa con la letra de «Shine On You Crazy Diamond», un tributo a Syd Barrett, cuyo colapso mental lo había obligado a abandonar el grupo siete años antes. Barrett es recordado con cariño con líneas como «Recuerda que cuando eras joven, brillabas como el sol» y «Alcanzaste el secreto demasiado pronto, lloraste por la luna».
Wish You Were Here es también una crítica al negocio de la música. «Shine On» se cruza a la perfección con «Welcome to the Machine», una canción que comienza con una puerta que se abre —descrita por Waters como un símbolo de descubrimiento musical y progreso traicionado por una industria musical más interesada en la codicia y el éxito— y termina con un partido, este último personificando «la falta de contacto y de sentimientos reales entre las personas». De manera similar, «Have a Cigar» desprecia a los «gatos gordos» de la industria discográfica con letras que repiten una serie de clichés escuchados por los recién llegados a la industria e incluyen la pregunta «by the way, which one's Pink?» que la banda cuestionó al menos en una ocasión. La letra de la siguiente canción, «Wish You Were Here», se relaciona tanto con la condición de Barrett como con la dicotomía del carácter de Waters, con la codicia y la ambición luchando contra la compasión y el idealismo.
«Tuve algunas críticas a Dark Side of the Moon...» señaló David Gilmour. «Uno o dos de los vehículos que transportaban las ideas no eran tan fuertes como las ideas que transportaban. Pensé que deberíamos intentar trabajar más duro para unir la idea y el vehículo que la transportaba, para que ambos tuvieran la misma magia... Es algo que yo personalmente estaba impulsando cuando hicimos Wish You Were Here».

## Grabación

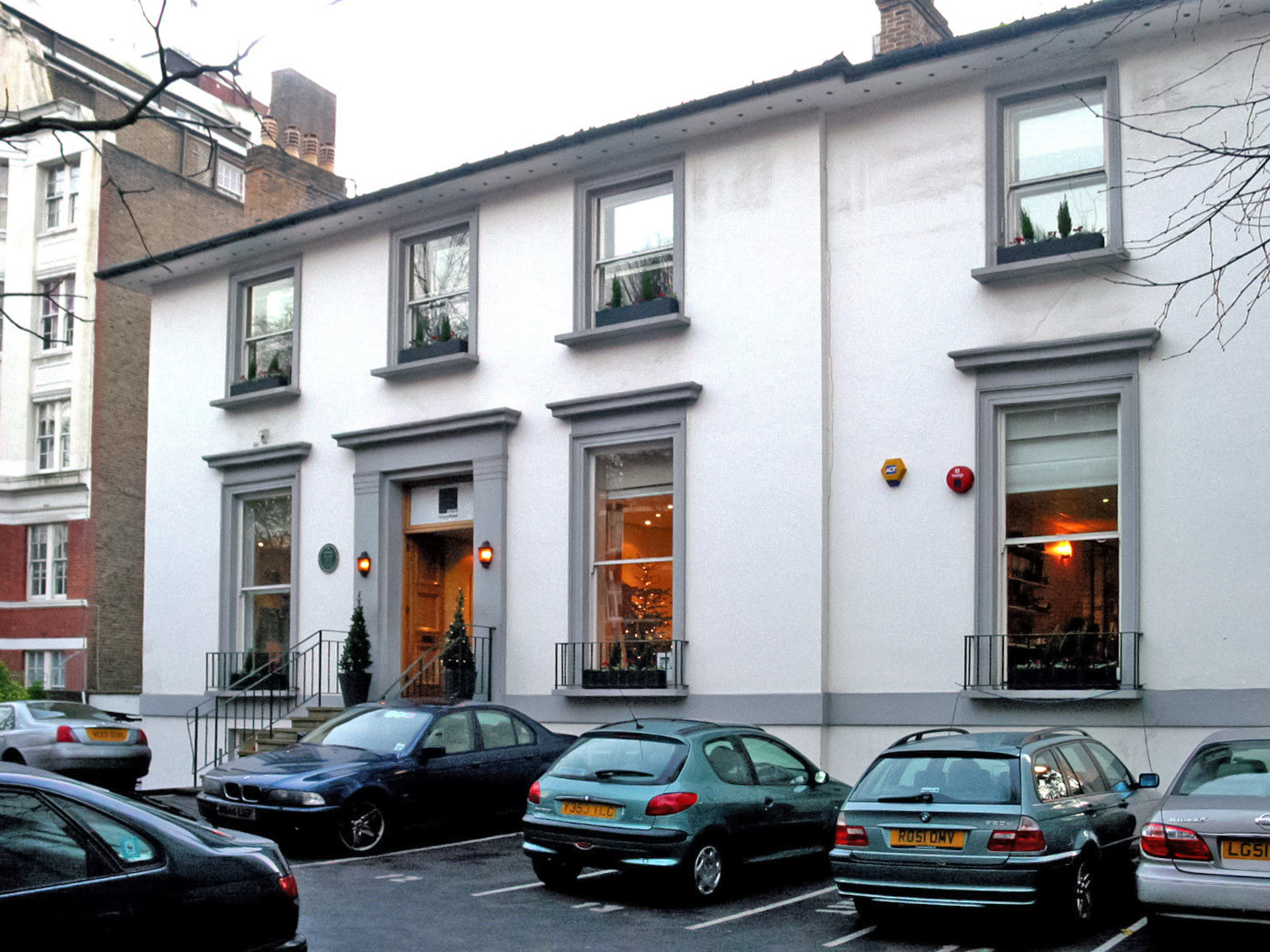
Abbey Road Studios, anteriormente conocida como EMI Studios

Alan Parsons, el ingeniero de sonido de la EMI responsable del anterior álbum de Pink Floyd, The Dark Side of the Moon, se negó a seguir trabajando con ellos debido a que comenzó su propio grupo y trabajó en su primer álbum. El grupo había trabajado con el ingeniero Brian Humphries en More, grabado en Pye Studios, y nuevamente en 1974, cuando reemplazó a un ingeniero de conciertos sin experiencia. Por lo tanto, Humphries fue la elección natural para trabajar en el nuevo material de la banda, aunque, al ser un extraño en la configuración de Abbey Road de EMI, encontró algunas dificultades iniciales. En una ocasión, Humphries sin darse cuenta estropeó las pistas de acompañamiento de «Shine On», una pieza que Waters y el baterista Nick Mason habían pasado muchas horas perfeccionando, con eco. La pieza entera tuvo que ser regrabada.
Las sesiones de Wish You Were Here en el Studio Three de EMI —ahora Abbey Road Studios— duraron desde enero hasta julio de 1975, grabando cuatro días a la semana desde las 2:30 p. m. hasta bien entrada la noche. Al principio, al grupo le resultó difícil idear material nuevo, especialmente porque el éxito de The Dark Side of the Moon había dejado a los cuatro agotados física y emocionalmente. El teclista Richard Wright describió más tarde estas sesiones como «dentro de un período difícil», y Waters las recordó como «tortuosas». Mason encontró el proceso de grabación multipista prolongado y tedioso, mientras que Gilmour estaba más interesado en mejorar el material existente de la banda. Gilmour también estaba cada vez más frustrado con Mason, cuyo matrimonio fallido le había provocado un malestar general y una sensación de apatía, los cuales interferían con su forma de tocar la batería.

Fue un período muy difícil, tengo que decirlo. Todos tus sueños de infancia se habían hecho realidad y teníamos los discos más vendidos del mundo y todas las cosas por las que te metiste en ellos. Las chicas y el dinero y la fama y todo eso era todo... todo se nos había ocurrido y tenías que reevaluar para qué estabas en esto a partir de entonces, y fue un tiempo bastante confuso y algo vacío para un rato.
David Gilmour

Humphries dio su punto de vista sobre estas sesiones difíciles en una entrevista de 2014: «Había días en los que no hacíamos nada. No creo que supieran lo que querían hacer. Teníamos una diana y un rifle de aire comprimido y jugábamos a estos juegos de palabras, nos sentábamos, nos emborrachábamos, íbamos a casa y regresábamos al día siguiente. Eso era todo lo que estábamos haciendo hasta que de repente todo empezó a encajar».
Después de varias semanas, Waters comenzó a visualizar otro concepto. Las tres nuevas composiciones de la gira de 1974 fueron al menos un punto de partida para un nuevo álbum, y «Shine On You Crazy Diamond» parecía una elección razonable como pieza central del nuevo trabajo. Principalmente una pieza instrumental de más de veinte minutos similar a «Echoes», la frase inicial de guitarra de cuatro notas le recordó a Waters el fantasma persistente del exmiembro de la banda Syd Barrett. Gilmour había compuesto la frase enteramente por accidente, pero se sintió alentado por la respuesta positiva de Waters. Waters quería dividir «Shine On You Crazy Diamond» e intercalar dos canciones nuevas entre sus dos mitades. Gilmour no estuvo de acuerdo, pero fue derrotado tres a uno. «Welcome to the Machine» y «Have a Cigar» fueron ataques apenas velados al negocio de la música, y sus letras combinaron perfectamente con «Shine On» para proporcionar un resumen adecuado del ascenso y caída de Barrett; «Porque quería acercarme lo más posible a lo que sentía... esa especie de melancolía indefinible e inevitable por la desaparición de Syd». «Raving and Drooling» y «You've Got To Be Crazy» no tenían cabida en el nuevo concepto, y fueron dejados de lado hasta el siguiente álbum, Animals de 1977.

### La visita de Syd Barrett
El 5 de junio de 1975, en vísperas de la segunda gira de Pink Floyd por Estados Unidos ese año, Gilmour se casó con su primera esposa, Ginger. Ese día, la banda estaba completando la mezcla de «Shine On You Crazy Diamond» cuando ingresó un hombre con sobrepeso, cabeza y cejas rapadas, portando una bolsa de plástico. Waters no le reconoció. Gilmour supuso que era un miembro del personal de EMI. Wright supuso que era amigo de Waters, pero se dio cuenta de que era Barrett. Mason tampoco pudo reconocerlo y quedó «horrorizado» cuando Gilmour lo identificó. En las memorias de Pink Floyd, Inside Out, Mason recordó la conversación de Barrett como «inconexa y no del todo sensata». El artista de portada Storm Thorgerson reflexionó sobre la presencia de Barrett: «Dos o tres personas lloraron. Se sentó y habló un rato, pero en realidad no estaba allí». Según Gilmour, Barrett «vino dos o tres días y luego ya no volvió».
Según los informes, Waters se puso a llorar al ver a su excompañero de banda. Cuando su compañero visitante Andrew King preguntó cómo Barrett había ganado tanto peso, Barrett dijo que tenía un refrigerador grande en su cocina y había estado comiendo muchas chuletas de cerdo. Mencionó que estaba listo para ayudar con la grabación, pero mientras escuchaba la mezcla de «Shine On», no mostró signos de entender su relevancia para él. Barrett se unió a la recepción de la boda de Gilmour en la cantina de EMI, pero se fue sin despedirse. Aparte de que Waters vio a Barrett comprando dulces en Harrods un par de años después, fue la última vez que un miembro de la banda le vio con vida. La apariencia de Barrett puede haber influido en la versión final de «Shine On You Crazy Diamond»; un sutil estribillo interpretado por Wright de «See Emily Play» se escucha hacia el final. Waters dijo más tarde: «“Shine On” no se trata realmente de Syd; él es sólo un símbolo de todos los extremos de ausencia a los que algunas personas tienen que permitirse porque es la única manera en que pueden afrontar lo jodidamente triste que es la vida moderna. retirarse por completo. Lo encontré terriblemente triste».

### Instrumentación
Al igual que con The Dark Side of the Moon, la banda usó sintetizadores como el EMS VCS 3 —en «Welcome to the Machine»—, pero suavizados con la guitarra acústica de Gilmour y la percusión de Mason. El comienzo de «Shine On» contiene restos de una grabación de estudio anterior pero incompleta de la banda conocida como «Household Objects». Se llenaron copas de vino con distintas cantidades de líquido y se tomaron grabaciones de un dedo mojado rodeando el borde de cada copa. Estas grabaciones tenían múltiples pistas en acordes.
El violinista de jazz Stéphane Grappelli y el violinista clásico Yehudi Menuhin actuaban en otro estudio del edificio y fueron invitados a grabar una pieza para el nuevo álbum. Menuhin observó mientras Grappelli tocaba la canción «Wish You Were Here»; sin embargo, más tarde la banda decidió que su contribución no era adecuada y, hasta 2011, se creía que la pieza había sido borrada. Resulta que su forma de tocar estaba incluida en el álbum, pero tan baja en la mezcla final que la banda supuso que sería insultante darle crédito. Le pagaron £300 por su contribución —equivalente a £2700 en 2024—. El saxofonista Dick Parry, que había actuado en The Dark Side of the Moon, actuó en «Shine On You Crazy Diamond». Los primeros compases de «Wish You Were Here» fueron grabados desde la radio del auto de Gilmour, con alguien girando el dial —la música clásica que se escucha es el final de la Cuarta Sinfonía de Chaikovski—.

### Voces
Las sesiones de grabación habían sido interrumpidas dos veces por giras por Estados Unidos —una en abril y la otra en junio de 1975—, y las sesiones finales, que ocurrieron después de la actuación de la banda en Knebworth, resultaron particularmente problemáticas para Waters. Luchó por grabar las voces de «Have a Cigar», lo que requirió varias tomas para realizar una versión aceptable. Sus problemas se debieron en parte a la tensión ejercida sobre su voz mientras grababa la voz principal de «Shine On You Crazy Diamond». Se le pidió a Gilmour que cantara en su lugar, pero se negó, y finalmente se le pidió a su colega y amigo Roy Harper que lo sustituyera. Harper estaba grabando su propio álbum en otro de los estudios de EMI, y Gilmour ya le había realizado algunos licks de guitarra. Más tarde, Waters lamentó la decisión, creyendo que debería haber interpretado la canción. The Blackberries grabaron coros para «Shine On You Crazy Diamond».

### Gira
La banda tocó gran parte de Wish You Were Here el 5 de julio de 1975 en el festival de música de Knebworth. Roy Harper, actuando en el mismo evento, al descubrir que faltaba su traje de escenario, procedió a destruir una de las camionetas de Pink Floyd, hiriéndose en el proceso. Esto retrasó el procedimiento de configuración normal del sistema de sonido de la banda. Como se había reservado un par de aviones Spitfire de la Segunda Guerra Mundial para volar sobre la multitud durante su entrada, la banda no pudo retrasar su presentación. El resultado fue que un problema en el suministro de energía desafinó completamente los teclados de Wright, dañando la interpretación de la banda. En un momento abandonó el escenario, pero la banda pudo continuar con un teclado menos sensible, un piano y un espectáculo de luces más sencillo. Después de un breve intermedio, regresaron para presentar The Dark Side of the Moon, pero los críticos descontentos por que se les negó el acceso detrás del escenario atacaron ferozmente la actuación.

## Embalaje

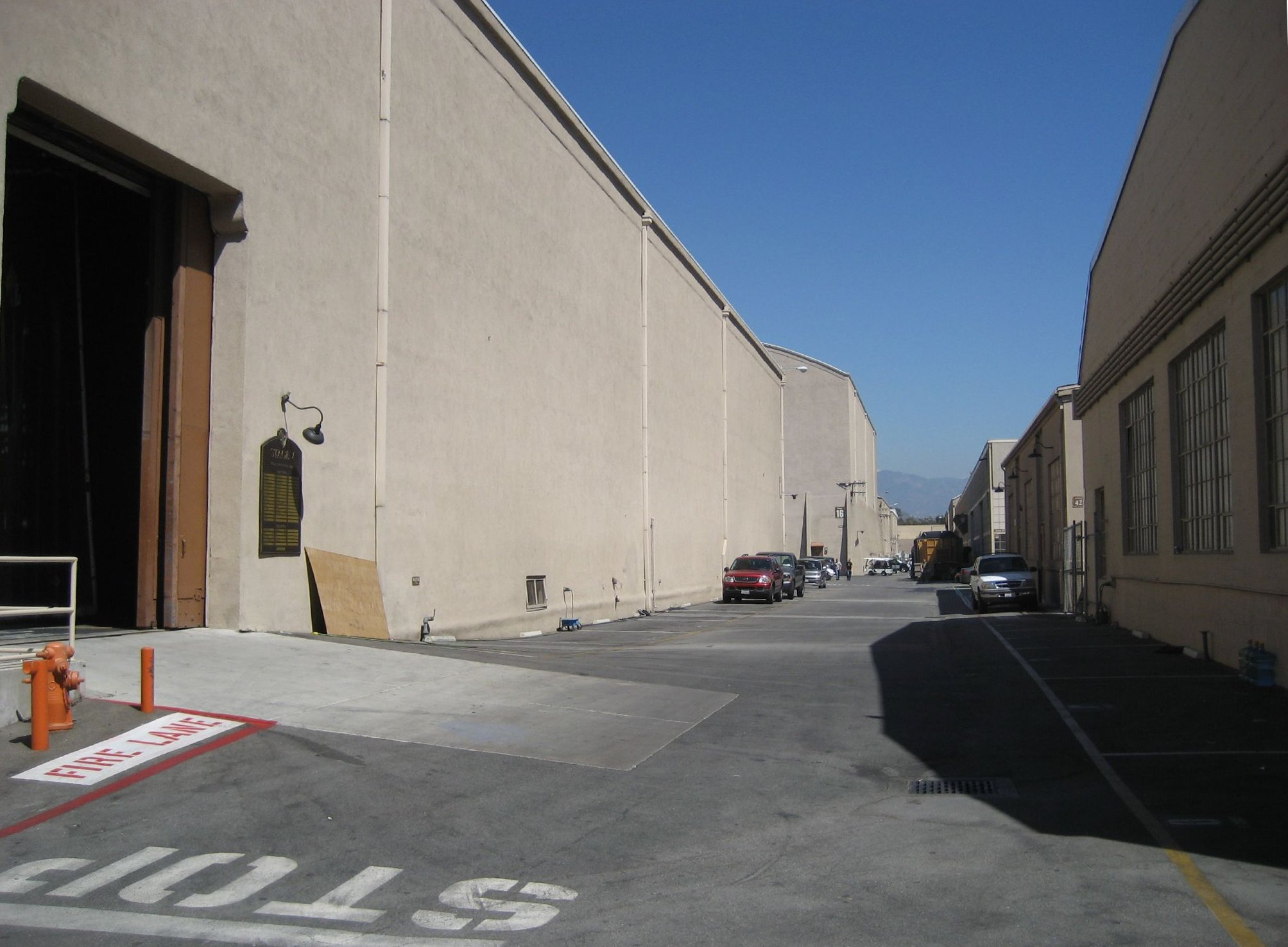
Parte del complejo los estudios Warner Bros. en California, donde se fotografió la imagen de la portada

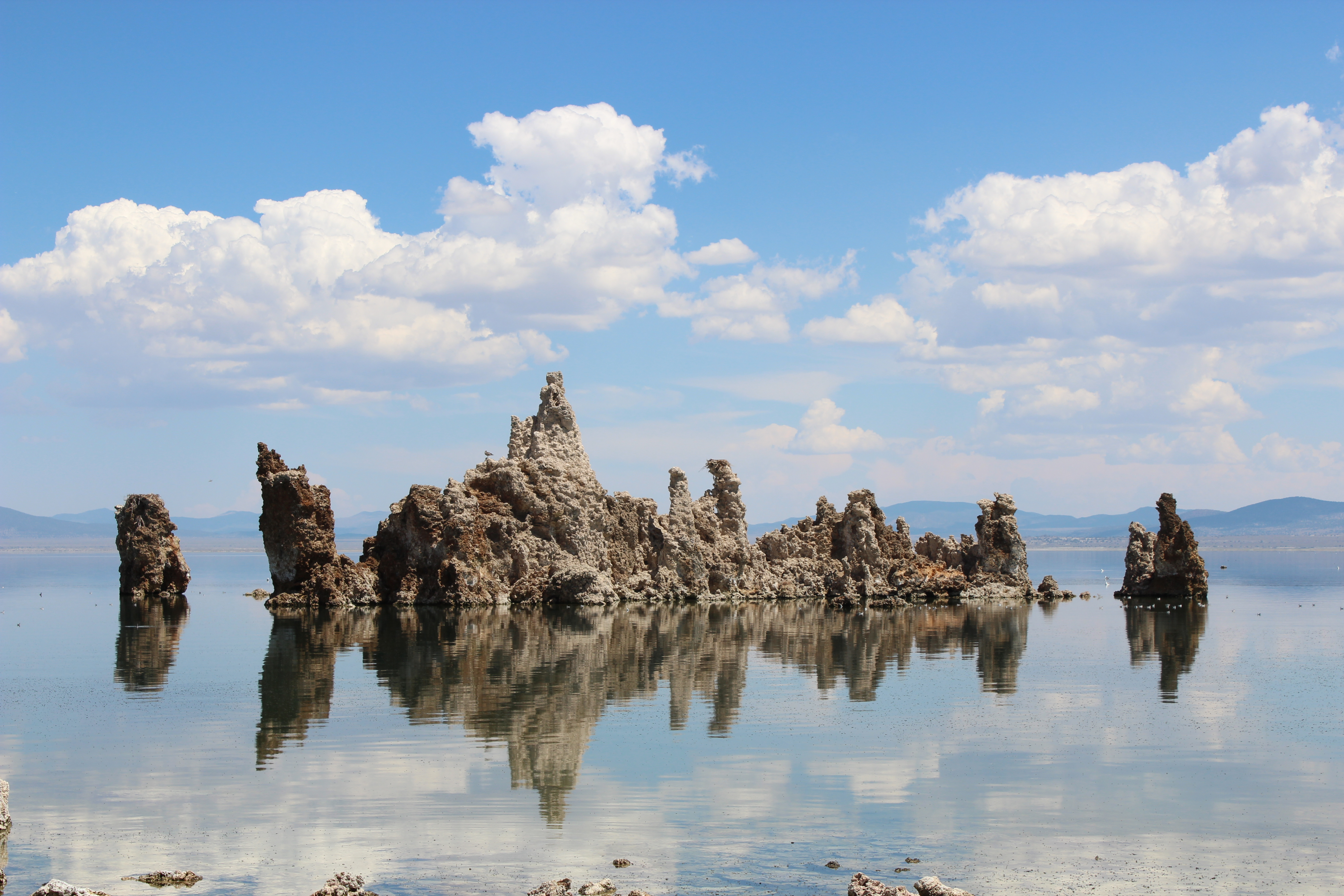
El Lago Mono en California

Wish You Were Here se vendió en uno de los paquetes más elaborados para acompañar un álbum de Pink Floyd. Storm Thorgerson había acompañado a la banda en su gira de 1974 y había pensado seriamente en el significado de la letra, y finalmente decidió que las canciones, en general, trataban de la «presencia insatisfecha», más que de la enfermedad de Barrett. Este tema de ausencia se reflejó en las ideas producidas por las largas horas que pasó reflexionando con la banda. Thorgerson había notado que Country Life de Roxy Music se vendía en una funda de celofán verde opaco —censurando la imagen de portada— y copió la idea, ocultando la obra de arte de Wish You Were Here en una envoltura retráctil de color negro —haciendo así que la carátula del álbum «ausente»—. El concepto detrás de «Welcome to the Machine» y «Have a Cigar» sugería el uso de un apretón de manos —un gesto a menudo vacío—, y George Hardie diseñó una pegatina que contenía el logo del álbum de dos manos mecánicas dándose un apretón de manos, para ser colocada en la funda opaca —el logotipo del apretón de manos mecánico también aparecería en las etiquetas del álbum de vinilo, esta vez con un fondo negro y azul—.
Las imágenes de la portada del álbum fueron fotografiadas por Aubrey «Po» Powell, socio de Thorgerson en el estudio de diseño Hipgnosis, e inspiradas en la idea de que las personas tienden a ocultar sus verdaderos sentimientos por miedo a «quemarse», por lo que se fotografió a dos empresarios temblando. manos, un hombre en llamas. «Quemarse» también era una frase común en la industria de la música, utilizada a menudo por artistas a los que se les negaba el pago de regalías. Se utilizaron dos especialistas —Ronnie Rondell y Danny Rogers—, uno vestido con un traje ignífugo cubierto por un traje de negocios. Su cabeza estaba protegida por una capucha, debajo de una peluca. La fotografía fue tomada en los estudios Warner Bros. en California, conocidos en ese momento como The Burbank Studios. Inicialmente, el viento soplaba en la dirección equivocada y las llamas alcanzaron la cara de Rondell, quemándole el bigote. Los dos especialistas cambiaron de posición y luego la imagen se invirtió. Las versiones publicadas en el sello Harvest —en Europa— y en el sello Columbia —entre otros, Estados Unidos, Canadá y Australia— utilizan fotografías similares, pero diferentes, de la sesión de fotos.
La contraportada del álbum muestra a un «vendedor Floyd» sin rostro, en palabras de Thorgerson, «vendiendo su alma» en el desierto —filmado nuevamente en el desierto de Yuma en California por Powell—. La ausencia de muñecas y tobillos significa su presencia como un «traje vacío». La portada interior muestra un velo que oculta a una mujer desnuda en una arboleda de Norfolk azotada por el viento, y a un buceador sin salpicaduras en el Lago Mono —titulado Monosee (la traducción alemana de Mono Lake) en las notas— en California —nuevamente enfatizando el tema de la ausencia—. Varios lanzamientos del álbum en vinilo incluyeron una postal con esta imagen. La decisión de cubrir la portada con plástico negro no fue popular entre la compañía discográfica estadounidense de la banda, Columbia Records, que insistió en que se cambiara, pero fue rechazada. EMI estaba menos preocupado; la banda estaba extremadamente contenta con el producto final, y cuando se les presentó una maqueta de preproducción, la aceptaron con un aplauso espontáneo.

## Lanzamiento
El álbum fue lanzado el 12 de septiembre de 1975 en el Reino Unido y al día siguiente en Estados Unidos. Fue el primer álbum de Pink Floyd con Columbia Records, una filial de CBS; la banda y su mánager Steve O'Rourke no estaban satisfechos con los esfuerzos del sello estadounidense de EMI, Capitol Records. La banda permaneció con Harvest Records de EMI en Europa.
En Gran Bretaña, con 250 000 ventas anticipadas, el álbum debutó en el número tres y alcanzó el número uno la semana siguiente. La demanda fue tal que EMI informó a los minoristas que sólo la mitad de sus pedidos serían cumplido. Con 900 000 pedidos anticipados —el mayor para cualquier lanzamiento de Columbia— alcanzó el número uno en la lista Billboard de EE. UU. en su segunda semana. Wish You Were Here fue el álbum más vendido de Pink Floyd. El álbum fue certificado Plata y Oro —60 000 y 100 000 ventas respectivamente— en el Reino Unido el 1 de agosto de 1975, y Oro en los EE. UU. el 17 de septiembre de 1975. Fue certificado seis veces platino el 16 de mayo de 1997, y en 2004 había vendió aproximadamente 13 millones de copias en todo el mundo. Columbia eligió «Have a Cigar» como primer sencillo, con «Welcome to the Machine» en la cara B en los EE. UU. El álbum fue un éxito comercial en Europa, superando a las listas holandesas, inglesas y  españolas: en España, el álbum se mantuvo en el número uno durante veinte semanas.

## Recepción

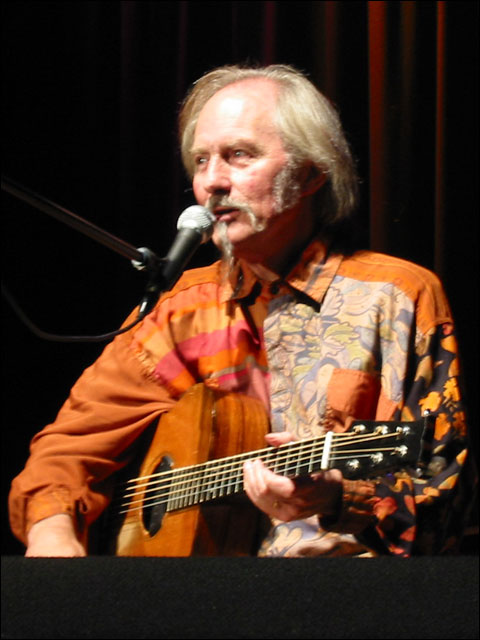
Roy Harper (fotografía de 2001) puso voz a la canción «Have a Cigar», además de protagonizar un incidente en la presentación del álbum en Knebworth.

La mayor parte de Wish You Were Here se estrenó el 5 de julio de 1975 en un festival al aire libre en Knebworth. En el mismo evento participaba el cantante Roy Harper, quien al descubrir que el vestuario que iba a utilizar en el concierto había desaparecido procedió a destrozar una de las furgonetas de Pink Floyd, sufriendo alguna herida en el proceso. Esto hizo que hubiera un retraso en el montaje de sonido de la banda; estaba previsto que un par de aviones Supermarine Spitfire de la Segunda Guerra Mundial sobrevolaran el público durante la entrada de la banda, por lo que no se podían permitir retrasos. Un problema con el sistema eléctrico contribuyó a que los teclados de Wright sonaran mal, y la actuación de la banda sufrió por ello. Resultó que cada vez que se subía el volumen general, los teclados de Wright desafinaban. En un momento del concierto Wright abandonó el escenario, aunque decidieron seguir con un teclado menos sensible, un piano, y un espectáculo lumínico más simple. Después de un breve receso volvieron para interpretar Dark Side of the Moon; los críticos, descontentos por haberles sido denegado el acceso al backstage criticaron duramente la actuación.
El álbum se lanzó al mercado el 12 de septiembre de 1975 en el Reino Unido y, en Estados Unidos el día siguiente. En el Reino Unido, gracias al prensado de 250 000 copias iniciales entró directamente al puesto número uno de ventas, por lo que EMI, ante la gran demanda, tuvo que informar a los distribuidores que sólo se podrían servir la mitad de sus pedidos. Con 900 000 copias iniciales en Estados Unidos (la cantidad más alta de Columbia hasta la fecha) llegó al puesto número uno de la lista de Billboard 200 en su segunda semana. Hasta 1991, Wish You Were Here fue el álbum de la historia de Pink Floyd que más rápidamente vendió, aunque inicialmente recibió algunas reseñas negativas:

Shine on You Crazy Diamond en un comienzo es creíble porque pretende confrontar el tema de Syd Barrett, la larga o probablemente eterna pérdida del guía del Floyd original. Pero la idea potencial no se realiza; dan una lectura tan literal del jodido tema que podrían estar cantando sobre el cuñado de Waters recibiendo una multa de aparcamiento. Esta conducta displicente, fuerza entre otras cosas una reevaluación de su relación con todas las orquestas de cadetes que apadrinaron inconscientemente. Una de las cosas que esas bandas tienen, en su forma inepta y cacofónica, es una sincera pasión por su 'arte'. Y pasión es de lo que carece Pink Floyd.
Ben Edmunds, Rolling Stone

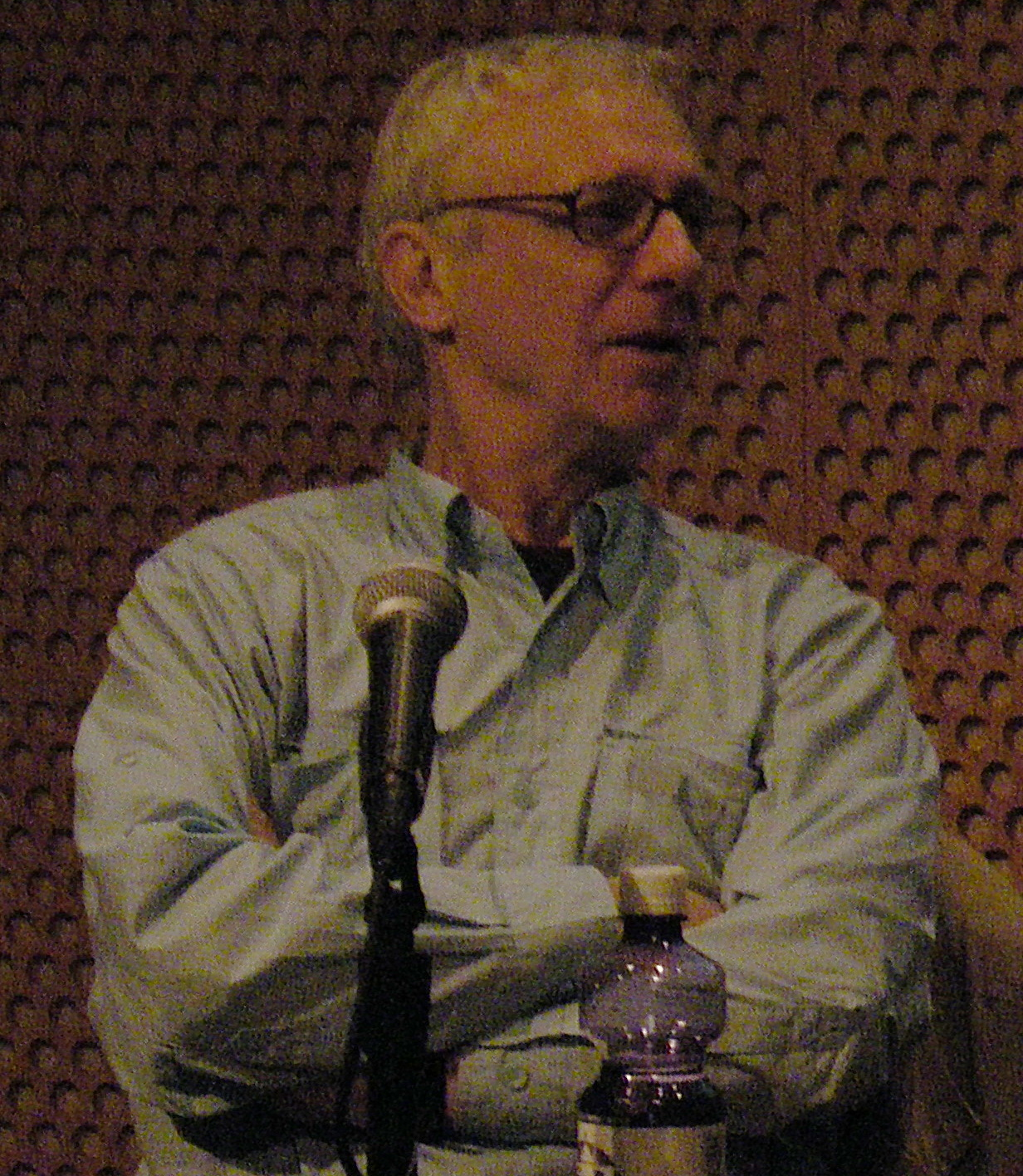
Robert Christgau elogió el álbum en su reseña del mismo.

Robert Christgau fue más positivo, escribiendo «... la música no es sólo simple y atractiva, con el sintetizador usado sólo para texturas y las partes de guitarra para comentar, sino que realmente consigue algo de la dignidad sinfónica que The Dark Side of the Moon simuló tan poderosamente». Sin embargo, Melody Maker lo despreció diciendo: «Desde cualquier dirección que se aborde Wish You Were Here sigue sonando inconvincente en su sinceridad poderosa y muestra una falta de imaginación en todos los aspectos». A pesar de todo esto, en 2003 se posicionó al álbum en el puesto número 209 de la lista de «los 500 mejores álbumes de todos tiempos» elaborada por la revista Rolling Stone. En 1998 los lectores de la revista Q votaron para que Wish You Were Here estuviese en el puesto número 34 de su lista de los «mejores álbumes de todos los tiempos». En el año 2000 la misma revista lo posicionó en el puesto número 43 de su lista de los «100 mejores álbumes británicos de todos los tiempos». En 2007, una de las emisoras de radio más grandes de Alemania, WDR 2, pidió que sus oyentes votaran «los 200 mejores álbumes de la historia». Wish You Were Here quedó en el primer puesto. En 2004, Wish You Were Here se posicionó en el puesto número 36 de la lista de «los 100 mejores álbumes de los años 1970» elaborada por Pitchfork Media.
A pesar de los problemas surgidos durante la producción, el álbum es el favorito de Wright— «Es un álbum que puedo escuchar por disfrute, y no hay muchos álbumes de Floyd con los que pueda hacer eso». Gilmour opina igual— «Yo diría que es mi álbum favorito. El resultado final con todo, lo que fuera, definitivamente me ha dejado un álbum con el que puedo convivir de forma muy feliz. Me gusta mucho».

### Ventas
Pink Floyd y su mánager Steve O'Rourke no estaban satisfechos con los esfuerzos de su discográfica en Estados Unidos, Capitol Records (subsidiaria de EMI), por lo que Wish You Were Here se convirtió en el primer álbum de Pink Floyd en ser distribuido allí por Columbia Records — afiliado de CBS. A pesar de esto, la banda siguió con Harvest Records de EMI en Europa. Como resultado de este cambio de discográfica, la banda serían dueños de sus grabaciones de aquí en adelante —todos los álbumes posteriores a Wish You Were Here ponen los derechos de autor en manos de «Pink Floyd Music Limited» o (después de la marcha de Waters) «Pink Floyd (1987) Ltd.», en lugar de a su discográfica—.
El álbum fue certificado plata y oro (60 000 y 100 000 copias vendidas, respectivamente) en el Reino Unido el 1 de agosto de 1975, y oro en Estados Unidos el 17 de septiembre de 1975. El 16 de mayo de 1997 fue certificado seis veces platino, y para 2004 había vendido más de 13 millones de copias a nivel mundial. Columbia escogió «Have a Cigar» como primer sencillo extraído del álbum, con «Welcome to the Machine» como Cara B en Estados Unidos.

## Reediciones y remasterizaciones
Wish You Were Here ha sido remasterizado y reeditado en varias ocasiones y en varios formatos distintos. En el Reino Unido y Estados Unidos el álbum se relanzó en sonido cuadrafónico en 1976, y en 1980 se lanzó un especial Hi-Fi Today en el Reino Unido. En Estados Unidos se lanzó en CD en 1983, mientras que en el Reino Unido tendría que esperar hasta 1985, y nuevamente remasterizado en 1994 con diseño gráfico nuevo. En Estados Unidos CBS Mastersound (subsidiaria de Columbia) lanzó una edición masterizada a la mitad de revoluciones en LP en 1981, y en 1994 Sony Mastersound lanzó una edición en CD recubierto de oro de 24k, remasterizado usando Super Bit Mapping, con el diseño gráfico original en dos formatos distintos. También se incluyó el álbum dentro de la caja recopilatoria Shine On, y cinco años después Columbia Records lanzó una versión en CD remasterizada, 17 segundos más larga que la remasterización de EMI de 1994, contando finalmente con una duración de 44:28. Su etiqueta es una recreación del logo original, sobre fondo azul y negro. Se volvió a lanzar en 2000 para celebrar su vigésimo quinto aniversario, a través de Capitol Records en Estados Unidos, y a través de EMI para el resto del mundo, utilizando la misma remasterización de 1992 que aparece en Shine On, pero con el diseño gráfico de la edición de EMI de 1994. En 2011 salió una edición remasterizada y remezclada del álbum, dentro de la caja The Immersion Box Set, que incluye la nueva remasterización estéreo digital, realizada por James Guthrie en CD, además de otra versión en 5.1 Surround Mix de 2009, inédita hasta ahora, también de James Guthrie, en DVD y Blu-ray; una versión Quad Mix (previamente solo había salido en vinilo y cinta de ocho pistas) en DVD, así como la grabación original en estéreo mix de 1975, en DVD y Blu-ray. Este lanzamiento incluye también la versión en vinilo de 180 gramos, así como la versión en 5.1 Surround Sound Mix de 2009, en Super Audio CD.

## Lista de canciones
Todas las letras escritas por Roger Waters.

| Lado A |                                           |               |          |  |
| N.º    | Título                                    | Voz principal | Duración |  |
| 1.     | «Shine On You Crazy Diamond» (Partes I–V) | Waters        | 13:33    |  |
| 2.     | «Welcome to the Machine»                  | Gilmour       | 7:25     |  |

| Lado B |                                             |               |          |  |
| N.º    | Título                                      | Voz principal | Duración |  |
| 1.     | «Have a Cigar»                              | Roy Harper    | 5:08     |  |
| 2.     | «Wish You Were Here»                        | Gilmour       | 5:35     |  |
| 3.     | «Shine On You Crazy Diamond» (Partes VI–IX) | Waters        | 12:24    |  |

## Personal
| Pink Floyd - David Gilmour – voz, guitarra, steel guitar, EMS Synthi AKS, teclados, efectos de sonido; guitarra acústica de 6 y de 12 cuerdas en «Wish You Were Here» - Roger Waters – voz, bajo, guitarra, VCS3, efectos de sonido - Nick Mason – batería, percusión, efectos de sonido - Richard Wright – teclados, VCS3, clavinet, coros Músicos adicionales - Dick Parry – saxofón en «Shine On You Crazy Diamond» - Roy Harper – voz en «Have a Cigar» - Venetta Fields y Carlena Williams – coros - Stéphane Grapelli - violín en «Wish You Were Here» (no incluido en el disco) | Producción - Brian Humphries – ingeniero de sonido - Peter James – ingeniero, asistente de ingeniero - Bernie Caulder - Phil Taylor – fotografía adicional (remasterización) - Hipgnosis – diseño, fotografía - Peter Christopherson, Jeff Smith, Howard Bartrop y Richard Manning – asistentes de diseño - George Hardie – diseño gráfico - Jill Furmanovsky – fotografía adicional (remasterización) - James Guthrie – productor de remasterización - Doug Sax – remasterización |

## Posición en listas
Álbumes
| Año  | Lista                       | Posición | Comentarios                      | Fuente (s)    |
| ---- | --------------------------- | -------- | -------------------------------- | ------------- |
| 1975 | Lista británica de álbumes  | 1        | Harvest SHVL 814                 | [ 77 ] [ 42 ] |
| 1975 | Billboard Pop albums        | 1        | Columbia PC 33453                | [ 78 ] [ 42 ] |
| 1975 | Lista de álbumes de Austria | 2        |                                  | [ 79 ]        |
| 1975 | Lista de álbumes de Suecia  | 14       | Harvest 062-96918, 1C 064-96 918 | [ 80 ]        |
| 1975 | Lista de álbumes de Noruega | 2        |                                  | [ 81 ]        |